# Kunów
Kunów (uitspraakⓘ) is een stad in het Poolse woiwodschap Święty Krzyż, gelegen in de powiat Ostrowiecki. De oppervlakte bedraagt 7,28 km², het inwonertal 3153 (2005).

## Verkeer en vervoer
- Station Kunów